# Вердел (Небраска)
Вердел (енгл. Verdel) град је у америчкој савезној држави Небраска.

## Демографија
По попису из 2010. године број становника је 30, што је 28 (-48,3%) становника мање него 2000. године.
| Група             | 2000.      | 2010.       |
| Белци             | 54 (93,1%) | 30 (100,0%) |
| Афроамериканци    | 0 (0,0%)   | 0 (0,0%)    |
| Азијати           | 0 (0,0%)   | 0 (0,0%)    |
| Хиспаноамериканци | 3 (5,2%)   | 0 (0,0%)    |
| Укупно            | 58         | 30          |